# Joan Oumari
Joan Oumari (ar. جوان العمري; ur. 19 sierpnia 1988) – libański piłkarz grający na pozycji środkowego obrońcy. Jego brat, Hassan, również jest piłkarzem.

## Kariera reprezentacyjna
Oumari zadebiutował 7 września 2013 w meczu towarzyskim przeciwko Syrii. 12 listopada 2015 zdobył pierwszego gola w meczu przeciwko reprezentacji Laosu.